# Il bevitore di sangue
Il bevitore di sangue (Drinker of Blood) è un libro scritto da Lynda Suzanne Robinson, ed è il quinto romanzo della serie incentrata sulle indagini del principe Meren (di preciso Le indagini del principe Meren alla corte di Tutankhamon). È uscito negli Stati Uniti nel 1998, e in Italia nel 2005.

## Trama
Come i libri precedenti, anche questo volume è ambientato nell'anno quinto del regno di Tutankhamon, ma stavolta le vicende sono intrecciate in modo alternato tra il regno di Akhenaten e quello di Tutankhamon.
Nel passato, vediamo che Amenhotep III scelse di far sposare Nefertiti, figlia del gran visir Ay, al proprio figlio Amenophis, che succederà al Faraone nonostante il suo insolito carattere. Salito al trono, Amenophis dimostrò un completo disinteresse nei confronti degli dei, preferendo invece il culto del dio unico Aten, che considerava il suo vero padre; moltissimi templi vennero abbandonati, e tutti i sacerdoti che si rifiutarono di rinnegare i loro dei vennero giustiziati. Egli ignorò inoltre totalmente i principi vassalli, i vicini e gli avversari dell'Egitto, persino con la vertiginosa ascesa degli ittiti (da qui le origini di Tanefer e Ahiram ne Il respiro di Amon). Questo generò un grave malcontento per il popolo, costretto a seguire le sue leggi, e Nefertiti, nonostante l'amore che provava nei suoi confronti, fu patrocinata da vari nobili e sacerdoti, tra cui un certo Shedamun, a complottare contro di lui per riportare l'Egitto alle antiche tradizioni in un modo o nell'altro.
Nel regno di Tutankhamon, una guardia di nome Bakht viene uccisa e gettata in una gabbia di babbuini. Come sempre ne viene a conoscenza Meren, che ha appena addestrato Irzanen come nuovo auriga. Il principe fa la conoscenza del fabbricante di armi Dilalu, e non fidandosi di lui in quanto è un uomo estremamente influente, ordina al ladro Tcha di rubare delle tavolette riguardanti i suoi affari, dalle quali padre e figlio capiscono che è un mercante d'armi e anche un mercenario. A corte, Meren viene però a sapere che la spedizione per l'oro nubiano è stata assalita nel deserto, e parte del carico è andata perduta, ma ode anche che alcuni lo accusano di aver sedotto Yia, la moglie di Hunefer, di aver rubato l'oro nubiano, trovato nella sua villa a Baht nei pressi di Abido, e di essere implicato da anni nei vari traffici di schiavi. Meren nega tutto, sicuro di essere stato calunniato e incastrato, ma nonostante molti suoi amici gli diano retta, tra cui il generale Horemheb e il Faraone in persona, i sospetti su di lui permangono.
Un giorno, Meren partecipa alla spedizione contro i predoni che il Faraone agognava da anni: durante la battaglia contro di loro, Meren viene preso dal loro capo Zababa, ma il Faraone lo salva ingannando il capo dei banditi per poi farlo uccidere. Scesa la notte, però, Meren viene raggiunto da Horemheb e dal Faraone in persona, e quest'ultimo, ferito e sanguinante, accusa Meren di alto tradimento e ordina di farlo arrestare: nella sua tenda, egli aveva infatti riconosciuto la sua voce e crede che abbia tentato di assassinarlo, per giunta con lo stesso pugnale del Faraone.
Meren è così costretto a una vita da fuggiasco, e raggiunge ben presto il pirata miceneo Othrys che convince a proteggerlo e a collaborare per dimostrare la sua innocenza, mentre Kysen tenta invece di convincere il Faraone dell'innocenza del patrigno. Meren viene fortunosamente raggiunto dai suoi aurighi Reia e Abu, già prima incaricati di indagare sulla morte di Bakht: questi affermano che il custode della villa di Meren a Baht, tramite un falso barbiere, certamente un soldato di Yamen o un mercenario al soldo di Dilalu, aveva depositato nella cucina l'oro nubiano rubato dalla spedizione attaccata nel deserto, e contribuito all'accusa di Meren di essere implicato nel traffico di schiavi, in particolare quelli diretti al tempio di Amon, e nella seduzione di Yia. Meren ordina così ai suoi aurighi di sorvegliare Yamen e Dilalu, mentre lui continuerà la sua vita in incognito, fingendosi un greco di nome Tros.
Il principe investigatore cerca quindi di organizzare un incontro con Yamen per poterlo interrogare, ma poco dopo lo trova colpito a morte e agonizzante, in una stanza tutta sporca di sangue. Spaventato dalle circostanze brutali, Meren scappa di nuovo, raggiunge i suoi aurighi e ordina loro di contattare Ebana, un compagno ideale per meglio affrontare la situazione nonostante il suo astio nei confronti del cugino. Naram-Sin raggiunge l'investigatore e gli fa fare la conoscenza di Zulaya, il terzo individuo del libro precedente. Il giorno dopo, Meren, di nuovo ospitato da Othrys, viene raggiunto da Kysen, Bener, Ebana, Abu e Reia; i figliastri e il cugino, collaborando tra loro nonostante le divergenze tra Ebana e Kysen, hanno appurato che tra le guardie nubiane del Faraone figurano anche Mose e Turi, due individui che pare si comportino in maniera sospetta. I sei circondano le due guardie nubiane e le interrogano: tramite una parola d'ordine, Turi si dimostra subito innocente, mentre Mose esita anche dopo le numerose minacce. In quel momento arrivano anche il Faraone e Horemheb, di fronte ai quali Meren riesce finalmente a far parlare Mose, che rivela la sua vera voce, uguale alla sua, senza neanche il minimo accento, ammettendo così che è stato lui a intrufolarsi nella tenda del Faraone e a cercare di ucciderlo; prima che venga di nuovo interrogato, Mose fugge ma viene ucciso da un arciere. Riconoscente per l'aiuto dimostrato, Tutankhamon solleva Meren dalle accuse e lo incarica di trovare il cosiddetto "bevitore di sangue", il mostro responsabile della morte di Nefertiti e dell'assassinio di Bakht, conscio dei rischi che corrono coloro che tentano di avvicinarsi alla verità sulla morte di Nefertiti; Meren acconsente, memore di come dieci anni fa gli fu affidato la sicurezza di Tutankhamon, ancora bambino, e il possesso del suo pugnale.

## Personaggi
- Meren: protagonista della serie al servizio di Tutankhamon. Verso l'epilogo di questo quinto episodio, viene rivelato che gli fu affidata la tutela di Tutankhamon.
- Tutankhamon: giovane Faraone d'Egitto.
- Kysen: figlio adottivo di Meren.
- Beren: la maggiore delle figlie adottive di Meren, è testarda, ma anche coraggiosa.
- Isis: la minore delle figlie adottive di Meren, è irriverente e poco rispettosa, al contrario della sorella minore.
- Tefnut: figlia biologica di Meren, aspetta un figlio.
- Djoserkarenseneb: nome completo di Djoser, altro figlio di Amenhotep III ma nato da una nobildonna egizia. È uno studioso, e stando al romanzo ha appena 20 anni di età. È già apparso nel secondo libro, Il respiro di Amon, e nel quarto, La divoratrice di anime.
- Abu: capitano del corpo degli aurighi di Meren, di cui fanno parte Iry e Reia.
- Ese: locandiera del Loto Divino, disprezza tutti gli uomini in quanto bugiardi e ingannatori.
- Othrys: pirata miceneo al servizio di Ese.
- Naram-Sin: mercante babilonese compagno di Othrys.
- Tcha: un ladro, servo della locandiera Ese e collega di Othrys. Estremamente codardo e assai poco igienico, è anche incredibilmente superstizioso.
- Ebana: cugino di Meren e sacerdote di Amon, già apparso ne Il respiro di Amon.
- Irzanen: giovane recluta degli aurighi di Meren.
- Bakht: una guardia del Faraone, è la prima vittima del libro, morto pugnalato e gettato in una gabbia di babbuini.
- Dilalu: fabbricante d'armi risedente a Menfi, si vanta di essere un grande cacciatore.
- Yamen: funzionario militare egizio e scriba della divisione di Re, basso e magro.
- Zulaya: mercante babilonese, porta sempre con sé una gatta grassa.
- Nefertiti: figlia di Ay e regina d'Egitto, nominata tale da parte di Amenhotep III.
- Akhenaten: primogenito di Amenhotep, dimostra subito, fin dal prologo, la sua smania per il culto di Aten, a scapito del politeismo che intendeva spazzare via.
- Ay: visir dei Faraoni Amenhotep III, Akhenaten, Smenkhara e Tutankhamon, padre di Nefertiti e amico di Meren.
- Horemheb: generale d'Egitto, e altro amico di Meren.
- Amenhotep III: Faraone d'Egitto a cui succedettero i figli Akhenaten, Smenkhara e l'attuale Tutankhamon.
- Tiye: Grande Sposa Reale di Amenhotep III.

## Edizioni
- Lynda S. Robinson, Il bevitore di sangue, traduzione di Alessandro Zabini, n. 1276, TEA DUE, Milano, TEA, 15 settembre 2005,  p. 296, ISBN 978-88-502-0741-1.